# Вышгородское сельское поселение
Вышгородское сельское поселение — муниципальное образование (сельское поселение) в Рязанском районе Рязанской области. 

## История
Вышгородское сельское поселение образовано в 2006 г.
Законом Рязанской области от 11 мая 2017 года № 26-ОЗ, были преобразованы, путём их объединения, Кораблинское и Вышгородское сельские поселения — в Вышгородское сельское поселение с административным центром в селе Вышгород.

## Население
| 2010  | 2012  | 2013  | 2014  | 2015  | 2016  | 2017  |
| ----- | ----- | ----- | ----- | ----- | ----- | ----- |
| 1476  | ↗1488 | ↘1470 | ↗1482 | ↘1451 | ↘1431 | ↘1388 |
| 2018  | 2019  | 2020  | 2021  |       |       |       |
| ↗2452 | ↗2482 | ↘2458 | ↗2900 |       |       |       |

## Состав сельского поселения
| №  | Населённый пункт | Тип населённого пункта       | Население |
| -- | ---------------- | ---------------------------- | --------- |
| 1  | Богданово        | деревня                      | 37        |
| 2  | Вышгород         | село, административный центр | ↘1097     |
| 3  | Гавердово        | село                         | ↘244      |
| 4  | Глебово          | село                         | ↘73       |
| 5  | Горетово         | село                         | ↘78       |
| 6  | Дудкино          | село                         | ↘44       |
| 7  | Кораблино        | село                         | ↘670      |
| 8  | Пальное          | село                         | ↘91       |
| 9  | Путково          | деревня                      | ↘19       |
| 10 | Юрасово          | деревня                      | ↘51       |